# Huzziyas II
Huzziyas II va ser un rei hitita cap a l'any 1450 aC. Era successor de Zidantas II però es desconeix quin parentiu tenia amb el seu antecessor o amb cap altre rei, encara que s'ha pensat que podria ser fill de Zidantas.
Portava el títol de Labarnas. La seva dona es deia Summiri. Durant el seu regnat va ascendir a cap de la guàrdia personal, càrrec vinculat a la família reial, un personatge anomenat Muwatallis, el futur Muwatallis I, que va donar un cop d'estat i es va apoderar del tron. Muwatallis va governar amb ajuda de Muwa, i no va prescindir dels dos fills de l'assassinat Huzziyas, Kantuzzilis i Himuilis. Aquesta política, que sembla molt generosa, va portar la seva ruïna. Els dos fills d'Huzziyas van conspirar i van assassinar Muwatallis, però Muwa va venjar la seva mort amb ajuda dels hurrites.